# NGC 6835
NGC 6835 é uma galáxia espiral barrada (SBa) localizada na direcção da constelação de Sagittarius. Possui uma declinação de -12° 34' 03" e uma ascensão recta de 19 horas, 54 minutos e 32,8 segundos.
A galáxia NGC 6835 foi descoberta em 2 de Agosto de 1881 por Édouard Jean-Marie Stephan.